# 腎積水
腎積水又稱肾盂积水、水腎，是腎盂、肾盏扩张积尿的状态，常伴有肾实质萎缩，常見的原因是尿路阻塞导致尿液潴留，或是先天结构异常。

## 症狀
由於尿流阻塞可以是急性或慢性，腎積水的症狀也就有輕重不同的表現。有些單側腎積水的患者完全沒有症狀，其他临床表现可有肾区不适、尿路感染、腹部包块等。

## 病因
肾积水病因可以大致分为先天性梗阻、后天性梗阻。
- 畸形：肾盂输尿管连接部狭窄、肾下极异位血管压迫输尿管、马蹄肾、输尿管异位等[4]。
- 肾盂输尿管病变：肾盂与输尿管的肿瘤、息肉，输尿管炎症或结核后或缺血性瘢痕导致局部狭窄，尿路结石，外伤及外伤后的瘢痕狭窄等[5]。
- 下尿路疾病：前列腺增生、膀胱颈部挛缩、神经源性膀胱、尿道狭窄、肿瘤、结石、包茎等[6]。
- 泌尿系统外病因：周围组织器官病变造成，如：血管疾病，子宫内膜异位、盆腔肿瘤、盆腔炎症，胃肠道病变，腹膜后病变[7]。

## 檢驗與檢查
- 尿液一般檢查與尿液沉渣顯微鏡檢查，看看有沒有糖尿、蛋白尿、血尿、結晶物、細菌等。
- 腹部X光片，檢查有無結石。進一步可做靜脈腎盂造影或超音波檢查。
- 血液檢查：檢查腎功能是否正常。如果兩側腎臟同時有積水，很可能會造成腎功能異常。
- 如果發現是腫瘤梗阻而造成腎積水，就需要做電腦斷層掃瞄或核磁共振成像了解週邊器官是否受到侵犯，以擬定手術或後續治療方針。
- 若患者不適合做靜脈腎盂造影時，可以考慮做逆行腎盂造影或順行腎盂造影來查明阻塞的原因。

## 併發症
腎積水若是長期不治療，則隨著腎盂擴大，腎實質（由腎絲球和腎小管構成）漸漸萎縮，功能也越來越差。最後腎臟變成水球一般，只剩一層薄薄的外層，這時即使解決了阻塞問題，腎功能也不能恢復。如果一側腎積水，另一側會加倍工作以排除體內的廢物，伹如果兩側腎都有積水，患者將會面臨腎衰竭，必須靠血液透析也就是俗稱的洗腎維持生命。
腎積水的患者同時也比一般人容易產生結石與受到細菌感染。

## 治療
腎積水的治療原則就是解決阻塞問題，所以針對不同部位和不同程度的阻塞，各有不同的治療方案。
- 腎結石或輸尿管結石引起的阻塞：輕微者可用肌肉解痙劑使輸尿管擴張，有助於讓結石隨尿液排出。嚴重結石阻塞則須由泌尿外科醫師介入治療，將結石打碎或取出。
  - 體外震波碎石術（ESWL）：不需麻醉就能震碎結石，成功率約為70-80%，而且患者通常不需住院，自1980年代問世後之後，已成為腎結石及輸尿管結石最主要的治療方法。
  - 輸尿管鏡碎石術（URSL，lithotripsy）：硬式輸尿管鏡、軟式輸尿管鏡。
  - 經皮穿腎取石術（PCNL，lithotomy）：含Mini-PCNL。
  - 開刀取出結石

- 非結石造成之阻塞
  - 腎臟造瘻術
  - 腎盂整形術
- 膀胱出口阻塞

## 外部連結
- Hydronephrosis symptoms, diagnosis, treatment and general information